# Stictolobus
Stictolobus (лат.) — род равнокрылых насекомых из семейства горбаток (Membracidae). Неотропика.

## Распространение
Встречаются в Южной и Северной Америке: Канада, США, Венесуэла, Гайана, Колумбия, Коста-Рика, Мексика, Панама, Тринидад и Тобаго, Эквадор.

## Описание
Длина тела менее 1 см. Пронотум вздутый, с надплечевыми рогами разного размера. У самцов задний край пигофера с одним отростком с каждой стороны, длиннее субгенитальной пластинки; стилеты редуцированы; передний выступ эдеагуса сильно редуцирован или отсутствует, заднее плечо направлено вверх, вершина тупая, крючковидная. Этот род, по-видимому, является одиночным, и в умеренных зонах было замечено, что жизненный цикл вида вида происходит на одном растении-хозяине.

## Классификация
4 вида.
- Stictolobus arcuatus Caldwell, 1949[6]
- Stictolobus borealis Caldwell, 1949
- Stictolobus minor Fowler, 1895
- Stictolobus minutus Funkhouser, 1915
  - =Membracis subulata Say, 1830 (Prim.hom.: Membracis subulata Weber F., 1801)